# Alcazar (biograf, Stockholm)

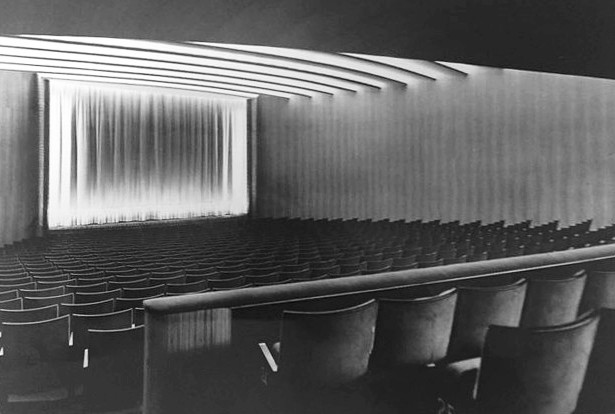
Biograf Alcazars salong.

Alcazar var en biograf vid Sankt Eriksgatan 31 nära Fridhemsplan på Kungsholmen i Stockholm. Biografverksamheten började 1937 och upphörde 1972. I samma kvarter fanns ytterligare en biograf, den hette Gnistan, Sankt Eriksgatan 35, och existerade mellan 1910 och 1960.

## Historik

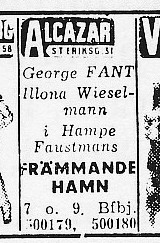
Bioannons 1948.

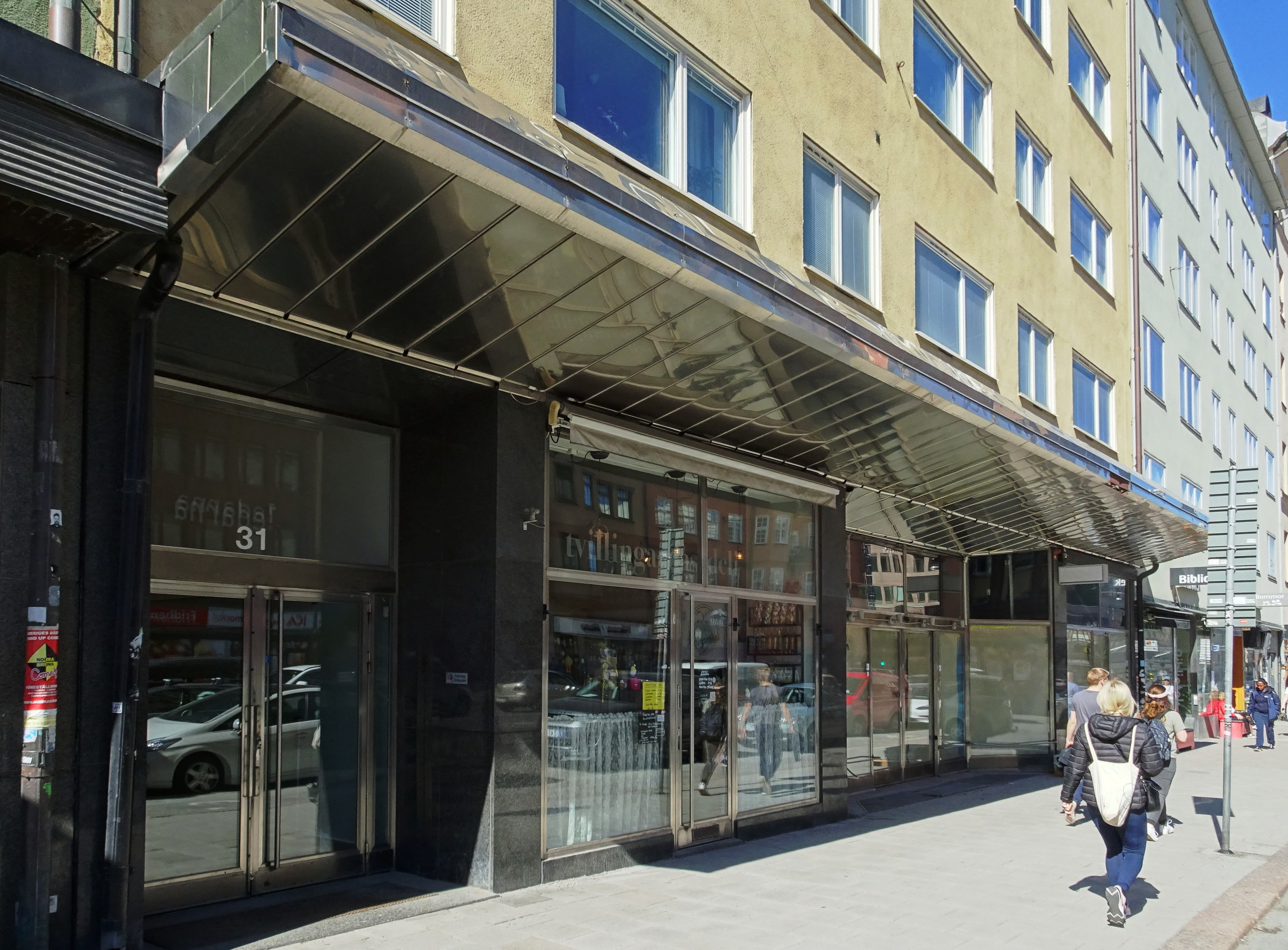
Entrén till före detta Alcazar, 2022.

Alcazar var en av många biografer längs med ”biogatan” Sankt Eriksgatan. Biografen byggdes tillsammans med ett nytt bostads- och affärshus som uppfördes 1935–1937 efter ritningar av arkitekt Björn Hedvall. Han kallas ibland för ”biografarkitekten” och ritade även Alcazar som var uppkallad efter det spanska fortet Alcázar. Ägare var AB Sandrew-biograferna och var en av deras första biografer.
Alcazars entré dominerades av en lång baldakin med neonslingor i rött och grönt på undersidan och biografens namn i blått neonljus på ovansidan. Foajé och salong sträckte sig i bottenvåningen från gathuset, under en överbyggd innergård till gårdshuset. Salongen hade en långsträckt, oval form och rymde 700 platser. Fåtöljerna var klädda i ljusgrått sammetstyg. Väggarnas ytor bestod av träpanel i gulbrun nyans och taket var formgivet med tvärgående ribbor som belystes uppifrån med gult ljus. Huvudridån var av ljusgrön sammet. Alcazar saknade läktare eller balkong, men de bakersta sex stolsraderna var något upphöjda för bättre sikt. 
En av Alcazars största filmsuccéer var Änglar, finns dom? med Christina Schollin och Jarl Kulle från 1961. Den filmen visades 30 veckor i sträck. Hösten 1962 moderniserades Alcazar och den ursprungliga inredningen försvann delvis. Den sista filmföreställningen skedde den 17 december 1971.
Därefter byggdes biografen om med bland annat ett nytt mellanbjälklag i salongen och hemelektronikkedjan Expert Storköp flyttade in. Sedan år 2009 fanns här en bingohall kallad "Bingo Fridhemsplan" och "Sveriges största". I april 2022 byggdes lokalen åter om för en ny hyresgäst.
Idag påminner bara baldakinen om den ursprungliga verksamheten.